# باولا مالكومسون
بولا مالكومسون (بالإنجليزية: Paula Malcomson)‏ (ولدت في 1 يونيو 1970) وهي ممثلة سينمائية وتلفزيونية إيرلندية، ظهرت اسم باولا ويليامز.
بدأت حياتها المهنية في أوائل التسعينيات بأدوار صغيرة في عدة أفلام قبل أن تلعب أدوارًا رفيعة المستوى في أفلام رشحت لجائزة الأوسكار الميل الأخضر عام 1999 فليم  الذكاء الاصطناعي عام 2001. انضمت إلى فريق عمل مسلسل ديدوود عام 2006، ظهرت مالكومسون في عدد من المسلسلات رفيعة المستوى، بما في ذلك مسلسل إي آر، مسلسل لوست، ومسلسل القانون والنظام: وحدة الضحايا الخاصة، ومسلسل سي إس آي: التحقيق في موقع الجريمة.

## نشأتها
ولدت باولا مالكومسون عام 1970 في بلفاست، أيرلندا الشمالية،

## روابط خارجية
- باولا مالكومسون على موقع IMDb (الإنجليزية)
- باولا مالكومسون على موقع ألو سيني (الفرنسية)
- باولا مالكومسون على موقع أول موفي (الإنجليزية)
- باولا مالكومسون على موقع قاعدة بيانات الأفلام السويدية (السويدية)
- باولا مالكومسون على موقع إن إن دي بي (الإنجليزية)
- باولا مالكومسون على موقع قاعدة بيانات الفيلم (الإنجليزية)
- باولا مالكومسون على موقع كينوبويسك (الروسية)
- Paula Malcomson profile for Deadwood